# Río Alto Madre de Dios
Le río Alto Madre de Dios est une rivière du Pérou qui arrose l'est de la région de Cuzco et l'ouest de région de Madre de Dios. Il rejoint le río Manú pour constituer le Río Madre de Dios, qui est lui-même la branche mère hydrologique du rio Madeira via le río Beni.
Quelques-uns de ses affluents naissent dans le Parc national de Manú, et il détermine pour partie la limite sud de ce parc.

## Géographie
La rivière naît dans la Cordillère des Andes à 80 km à l'est de Cuzco. Quatre principaux torrents disposés en éventail descendent de la montagne et convergent à proximité de la bourgade de Pillcopata. Du sud au nord, Il s'agit du río Queros, du río Pillcopata, du río Kosñipata, et du río Tono. Ces quatre torrents sont très semblables par leur longueur (40-70 km) et leur régime, et portent souvent des noms différents en amont. Le río Queros est celui qui naît le plus haut (plus de 4 000 m), mais le río Pillcopata est celui qui les rassemble.
Quelques kilomètres en aval de la bourgade qui porte son nom, le río Pillcopata rencontre un 5e torrent un peu plus long et à peine moins abondant, le río Piñi-Piñi, qui vient du Parc national de Manú au nord-ouest. Cet endroit est le lieu de naissance de l'Alto Madre de Dios.
Tout de suite après, la rivière rencontre une ultime et étroite barrière montagneuse qu'elle entaille par un étroit et spectaculaire défilé nommé Pongo del Koñeq. Ce défilé est la porte d'accès au piémont de la montagne andine. La rivière parcourt encore 130 km environ, d'abord vers le nord, puis vers le nord-est avant de se jeter à angle droit dans le río Manú. Après cette jonction, la puissante rivière prend le nom de Río Madre de Dios.
Contrairement à ce que son nom indique, ce n'est pas l'Alto Madre de Dios qui constitue le cours supérieur du río Madre de Dios, mais bien le río Manú parce qu'il est plus long (340 km contre 220), plus abondant (910 m3/s contre 570), plus régulier, et parce qu'il prolonge le río Madre de Dios vers l'amont (même direction), et détermine en aval la couleur ocre de ses eaux.

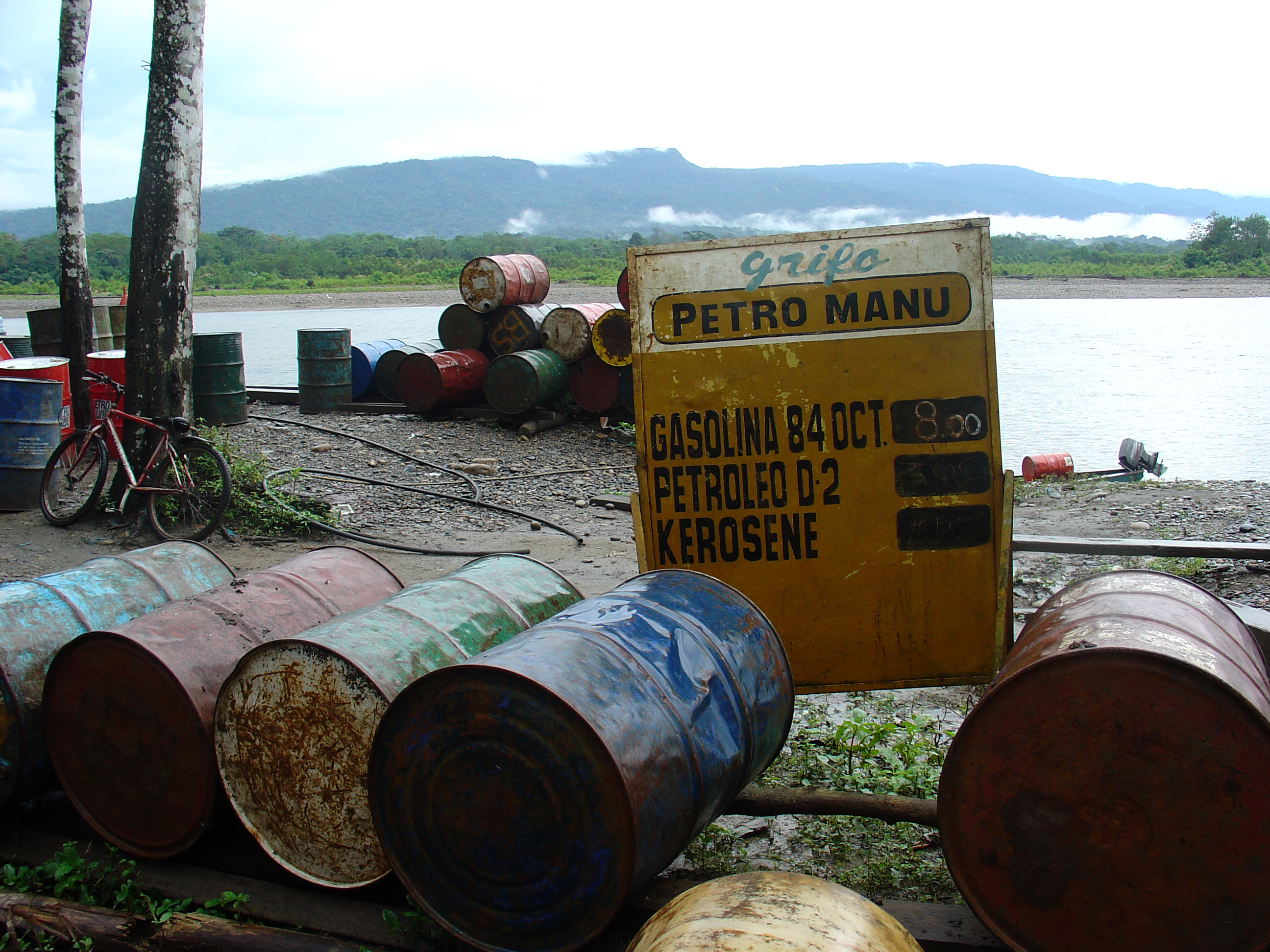
Station-service pour bateaux à Itahuania sur l'Alto Madre de Dios

Par ailleurs, l'Alto Madre de Dios et le río Manú sont très différents: le río Manú est une rivière de plaine, sinueuse, profonde, plutôt étroite, aux rives franches, alors que l'Alto Madre de Dios est une rivière de montagne, large, rapide, peu profonde, encombrée d'îles, de bancs de sable et de galets, aux rives incertaines, aux eaux claires, et aux nombreux bras secondaires.
La navigation y est difficile, mais elle existe pour de petites embarcations, d'autant plus qu'elle présente un intérêt touristique en raison de la proximité du Parc national de Manú. C'est pourquoi plusieurs ports (ou embarcadères) permettent la navigation entre Boca Manú (embouchure du Manú) et Atalaya, situé immédiatement à la sorte du Pongo del Koñeq. Outre les deux précités: Shintuya, Itahuania, Salvación, Erika, sont les principaux lieux d'accès à la rivière.
Une route de montagne permet aussi l'accès à l'Alto Madre de Dios et au parc National à partir de Cuzco via Paucartambo et les cols de la Cordillère des Andes.
Les torrents qui alimentent le rio Pillcopata et le rio Piñi-Piñi présentent aussi un intérêt pour les activités nautiques et sportives comme le rafting.

## Principaux affluents
- rio Palotoa (60 km, 860 km2)
- rio Pillcopata (80 km, 3 300 km2, 100 m3/s, branche mère sud)
- rio Piñi-Piñi (90 km, 2 300 km2, 80 m3/s, branche mère ouest)